# Circle of Snakes
Circle of Snakes – ósmy album amerykańskiego zespołu muzycznego Danzig, wydany 24 sierpnia 2004 roku przez należącą do lidera zespołu wytwórnię płytową Evilive Records. Płyta była nagrywana od listopada 2003 do kwietnia] 2004 w studiach nagraniowych Ocean Studios w Glendale w Kalifornii oraz w Paramount w Hollywood.

## Lista utworów
1. "Wotan's Procession" – 2:23
2. "Skin Carver" – 3:57
3. "Circle of Snakes" – 3:07
4. "1000 Devils Reign" – 3:47
5. "Skull Forest" – 5:07
6. "HellMask" – 3:14
7. "When We Were Dead" – 4:46
8. "Night, BeSodom" – 3:28
9. "My Darkness" – 4:21
10. "NetherBound" – 3:41
11. "Black Angel, White Angel" – 4:23

## Twórcy
- Glenn Danzig – śpiew, gitara, pianino
- Tommy Victor – gitara prowadząca
- Jerry Montano – gitara basowa
- Bevan Davies – perkusja

## Wydania
- Evilive Records, 31 sierpnia 2004, wydanie amerykańskie na płycie kompaktowej
- Regain Records, 31 sierpnia 2004, wydanie europejskie na płycie kompaktowej
- Regain Records, grudzień 2004, wydania europejskie limitowane na płycie gramofonowej w kolorach niebieskim i białym po 700 sztuk w każdym oraz jako picture-disc w nakładzie 440 sztuk.

## Wideografia
- "Circle of Snakes" – 10 października 2004